# دان لتس
دان لتس (انگلیسی: Don Letts؛ زادهٔ ۱۰ ژانویهٔ ۱۹۵۶) کارگردان، دی‌جی و موسیقی‌دان اهل بریتانیا است. وی از سال ۱۹۷۵ میلادی تاکنون مشغول فعالیت بوده‌است.
از فیلم‌ها یا برنامه‌های تلویزیونی که وی در آن نقش داشته‌است می‌توان به سلطان کمدی اشاره کرد.